# تابع احتمال بقا
تابع احتمال بقا (Survival function)
تابع توزیع احتمال بقا (یا به بیان مهندسی reliability function) نمایانگر احتمال بقای یک بیمار یا دوام عملکرد یک دستگاه به مدت زمان مشخص حداقل (t) است. این تابع به بررسی احتمال اختلال در عملکرد اجزا و سیستم‌ها می‌پردازد؛ در نتیجه، در طراحی سیستم‌های الکتریکی و مکانیکی و همچنین بررسی ازمایشهای پزشکی کاربرد دارد.

## تعریف ریاضی
بنابر تعریف یاد شده، مقدار این تابع ((R(t) از رابطه زیر قابل محاسبه است :
{\displaystyle R(t)=Pr(T>t)=\int _{t}^{\infty }f(u)du=1-F(t)}
که در (f(u تابع توزیع چگالی احتمال بقای متغیر تصادفی T تا زمان t است.

## برخی از ویژگیهای تابع[۱](R(t
- تابع reliability function یک تابع نزولی است.
- {\displaystyle R(0)=Pr(T>0)=1}
- {\displaystyle R(\infty )=0}
- {\displaystyle 0\leq R(t)\leq 1}

### مثال‌ها
در تصویر زیر چهار تابع توزیع احتمال بقا مشاهده می‌شود که محور x بیانگر زمان و محور y معادل احتمال بقای یک شی است.
هر یک از این نمودارهای احتمال بقای شی پس از زمان مشخص t را نشان می‌دهند.
به عنوان مثال؛ در نمودار شماره یک، احتمال بقا موجود به اندازه حداقل ۲ ماه معادل ۳۷٪ است.
و در نمودار شماره دو، احتمال بقا برای حداقل ۲ ماه برابر ۹۷٪ است.
گاهی می‌توان میانه زمان بقا جسم را از روی نمودار تشخیص داد؛ به عنوان مثال، در نمودار شماره ۲، ۵۰٪ از اشیا حداقل ۳٫۷۲ ماه عمر کرده‌اند.
نمودار توزیع احتمال شکست یک رویداد تا قبل از زمان t تابع توزیع احتمال تجمعی این متغیر نامیده می‌شود. در واقع توزیع احتمال تجمعی بیانگر احتمال بقای یک جسم به مدت زمان کمتر از t است. در نتیجه بنابر تعریف بالا داریم:
{\displaystyle F(t)=P(T\leq t)}
که در آن، متغیر تصادفی T، زمان بقای جسم است؛ و تابع F برابر احتمال بقای جسم تا قبل از زمان t است.
در دو نمودار زیر تابع توزیع احتمال تجمعی بقای یک O-ring تا لحظه t و تابع احتمال بقای این جسم به مدت زمان حداقل t نمایش داده شده‌است.
همان‌طور که از نمودار قابل تشخیص است؛ جمع مقادیر این دو نمودار همواره برابر مقدار ۱ است؛ چرا که مجموع احتمال بقای جسم تا زمان t و احتمال بقای آن پس از زمان t، برابر احتمال بقای این جسم از لحظه T=۰ تا بینهایت است؛ که این احتمال برابر ۱ می‌باشد.
{\displaystyle F(t)+R(t)=1}

### مسئله:[۲]
زمان از کار افتادن یک کمپرسور برحسب ساعت یک متغیر تصادفی با توزیع چگالی احتمال زیر است:
{\displaystyle f(t)={\begin{cases}(0.001/(0.001t+1)^{2}&{\text{if }}t{\text{ is larger than 0}}\\0&{\text{otherwise }}{\text{ }}\end{cases}}}
اطمینان به بقای این دستگاه برای ۱۰۰ ساعت را محاسبه کنید.

### راه حل
با قرار دادن {\displaystyle \alpha =0.001}، داریم:
{\displaystyle R(t)=\int _{t}^{\infty }\alpha /(\alpha u+1)du=1/(\alpha t+1)}
حال با جایگذاری t = ۱۰۰ در معادله:
{\displaystyle R(100)=1/(0.1+1)=0.909}

## میانگین زمان بین خرابی(MTBF)[۳]
میانگین زمان بین خرابی از رابطه زیر قابل محاسبه است.
که با فرض tR(t) = ۰ در {\displaystyle \infty }،t = ۰ و انتگرال‌گیری جز به جز می‌توان این رابطه را به این شکل تعمیم داد:

## تابع هازارد(آهنگ خرابی)[۴][۵]
این تابع معیاری برای سنجش تمایل به شکست است. به بیان دیگر این تابع احتمال شکست در بازه زمانی کوتاه x تا x + d را بیان می‌کند. از منظر ریاضی این تابع با رابطه زیر تعریف می‌شود:
{\displaystyle h(x)=f(x)/R(x)}
{\displaystyle \Longrightarrow R(t)=\exp(\int _{-\infty }^{x}h(x)ds)}
{\displaystyle \Longrightarrow f(t)=h(x)*\exp(\int _{-\infty }^{x}h(x)ds)}